# Filippino Lippi

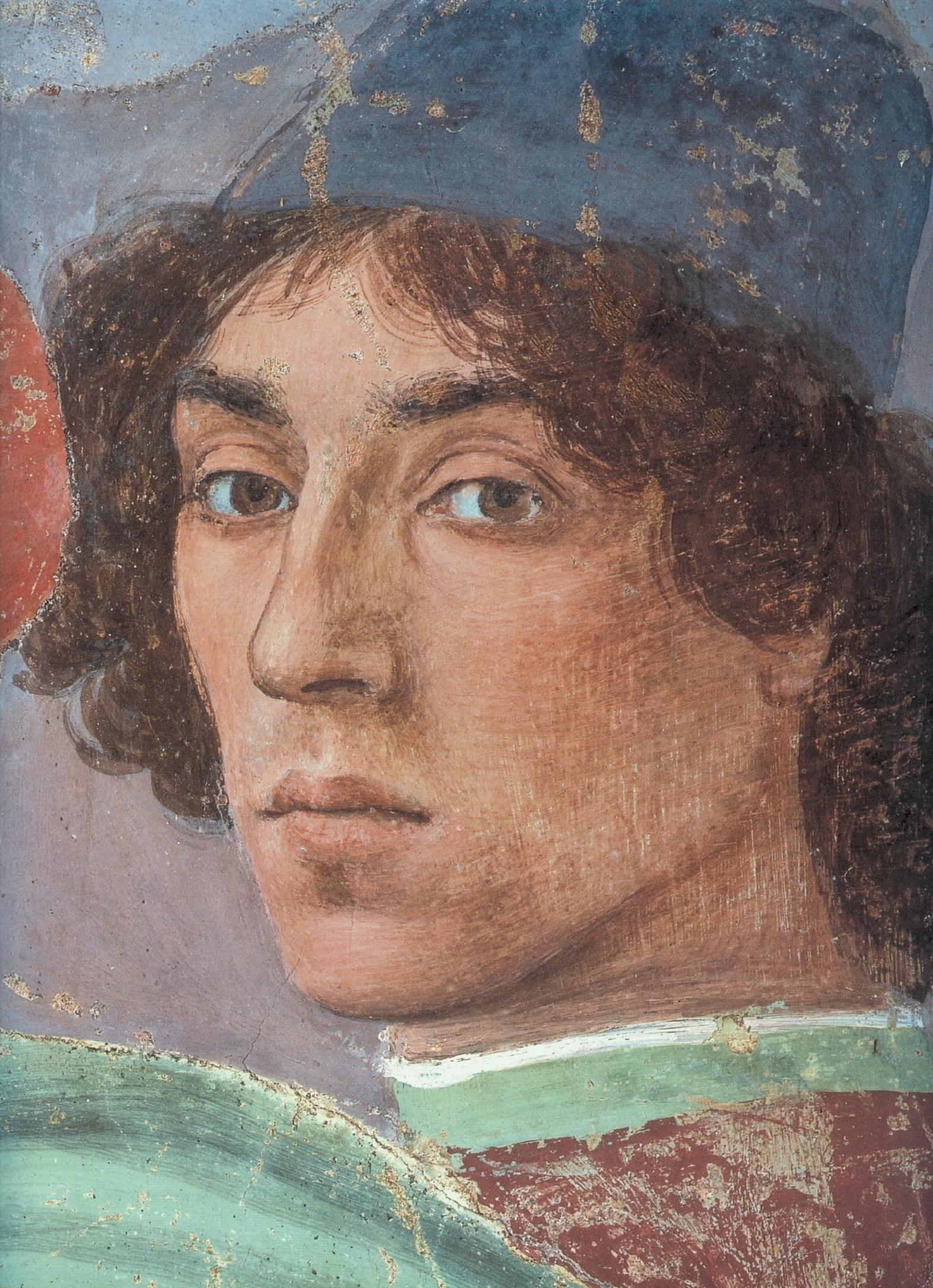
Autoportret
(detaliu dintr-o frescă din biserica "Santa Maria del Carmine", Florenţa)

Filippino Lippi (n. cca 1457, Prato, Toscana - d. 18 aprilie 1504, Florența), fiul nelegitim al pictorului Fra Filippo Lippi și al Lucreziei Buti, a fost un pictor italian din perioada Renașterii timpurii.

## Galerie de imagini

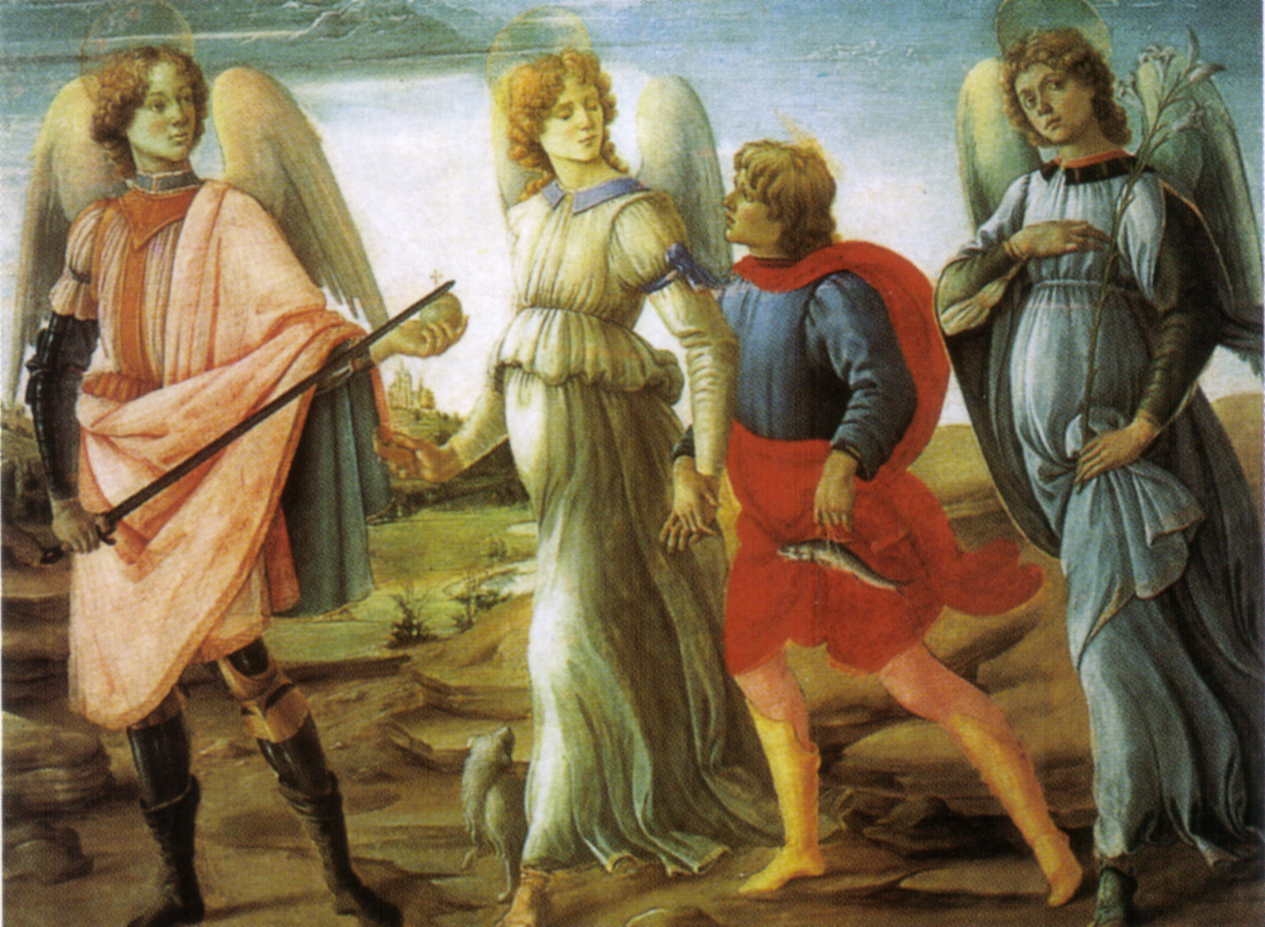
"Tre arcangeli e Tobiolo" (Galleria Sabauda, Torino)
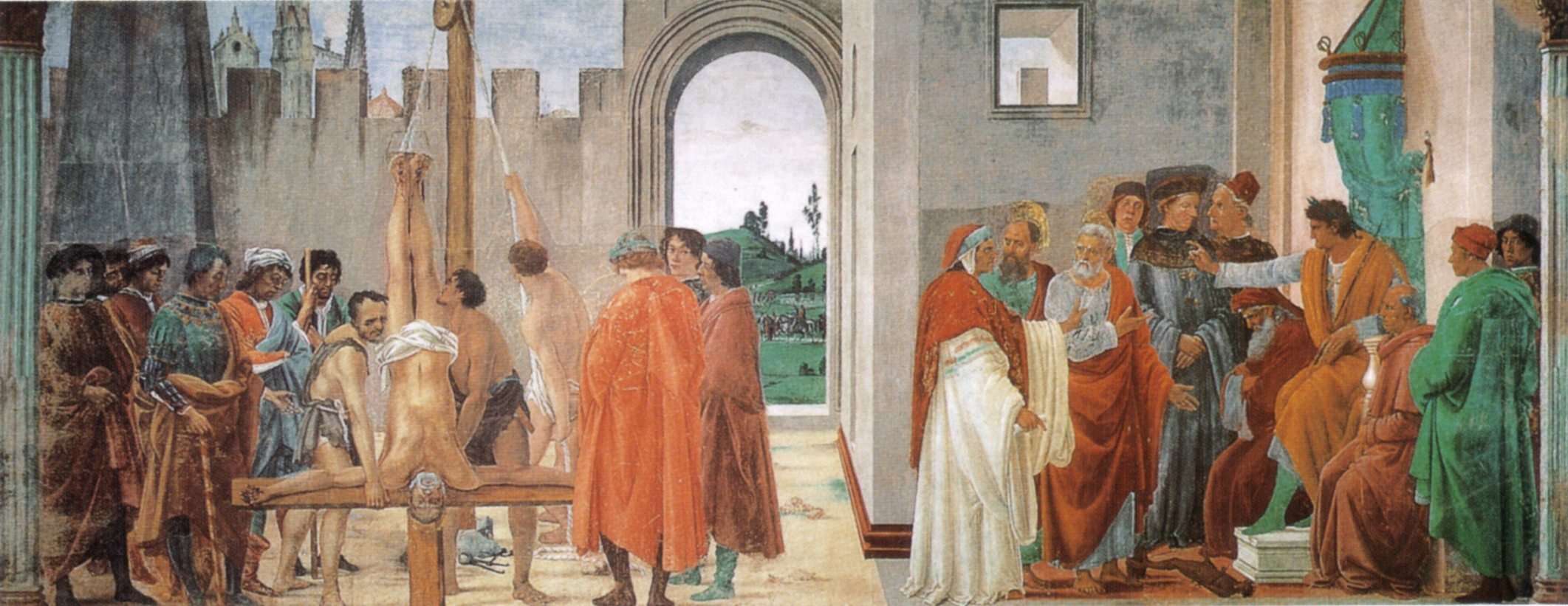
"Disputa di Simon Mago e crocifissione di san Pietro" (Cappella Brancacci, Santa Maria del Carmine, Florenţa)
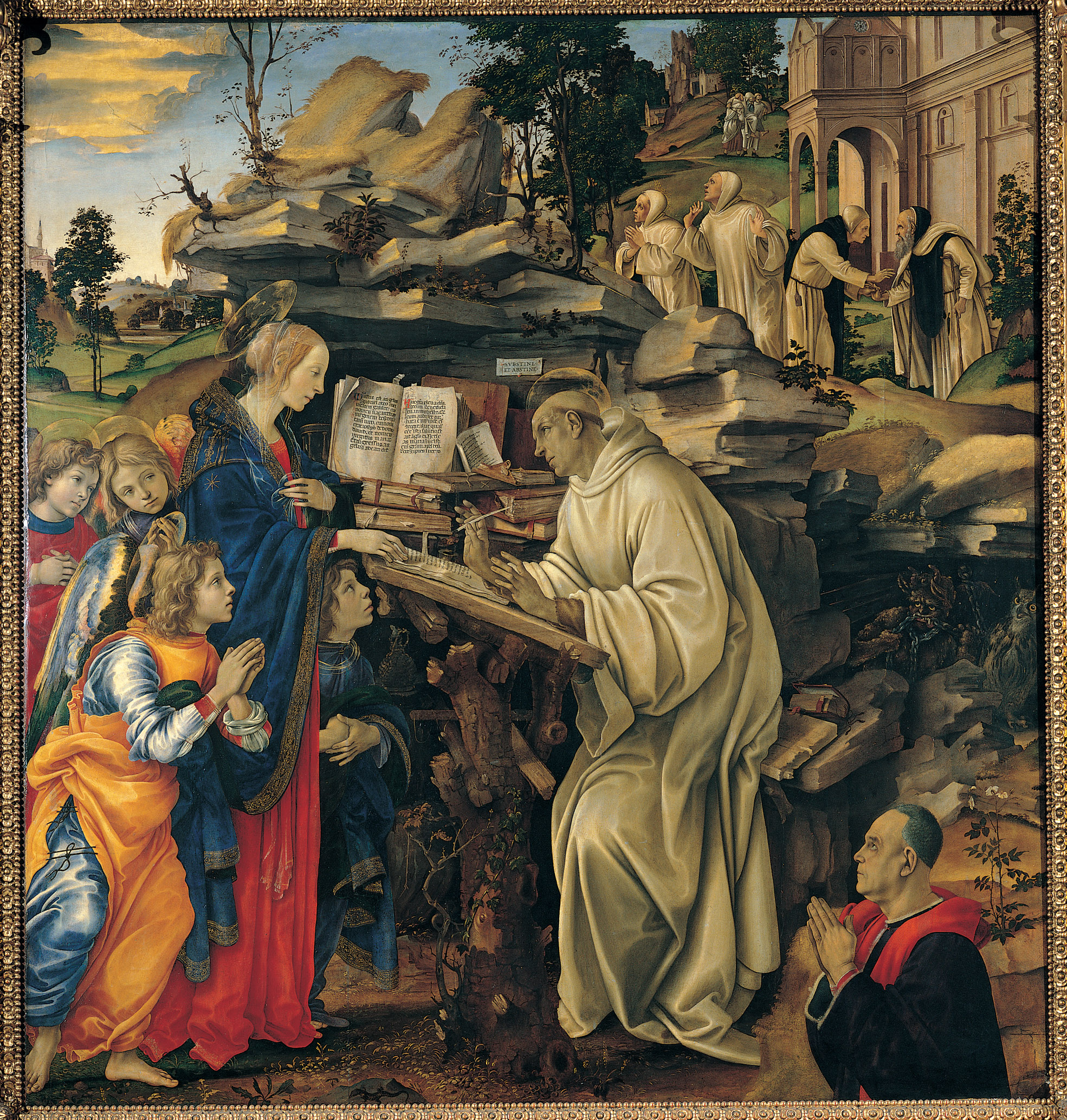
"Apparizione della Vergine a san Bernardo" (Badia Fiorentina, Florenţa)
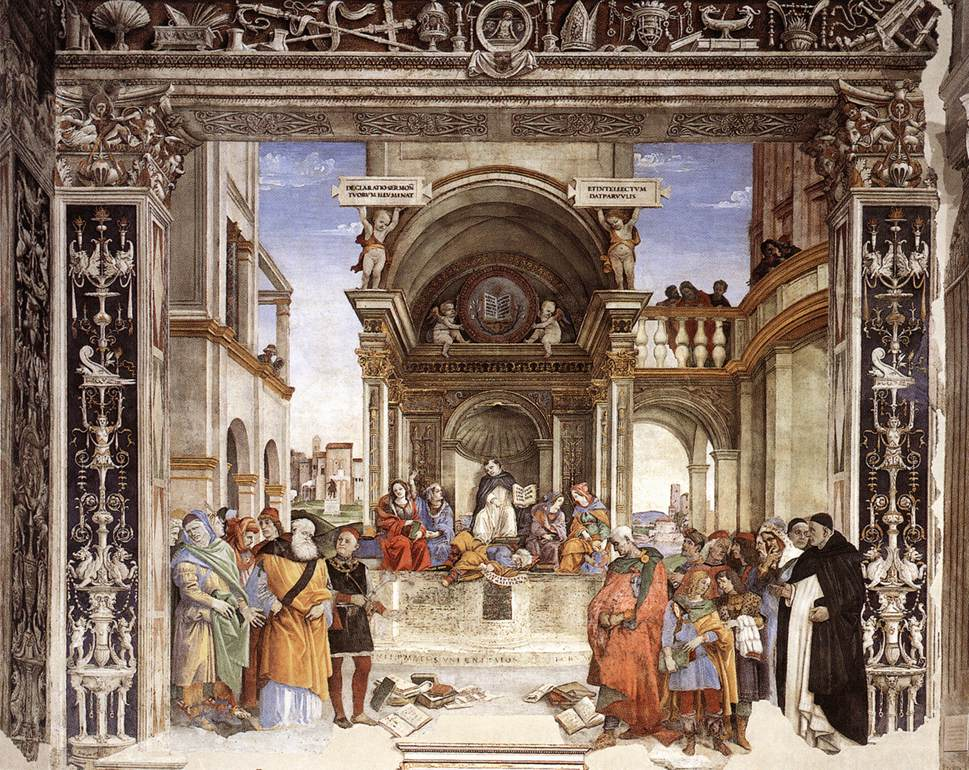
"Disputa di san Tommaso" (Cappella Carafa, Basilica di Santa Maria sopra Minerva, Roma)
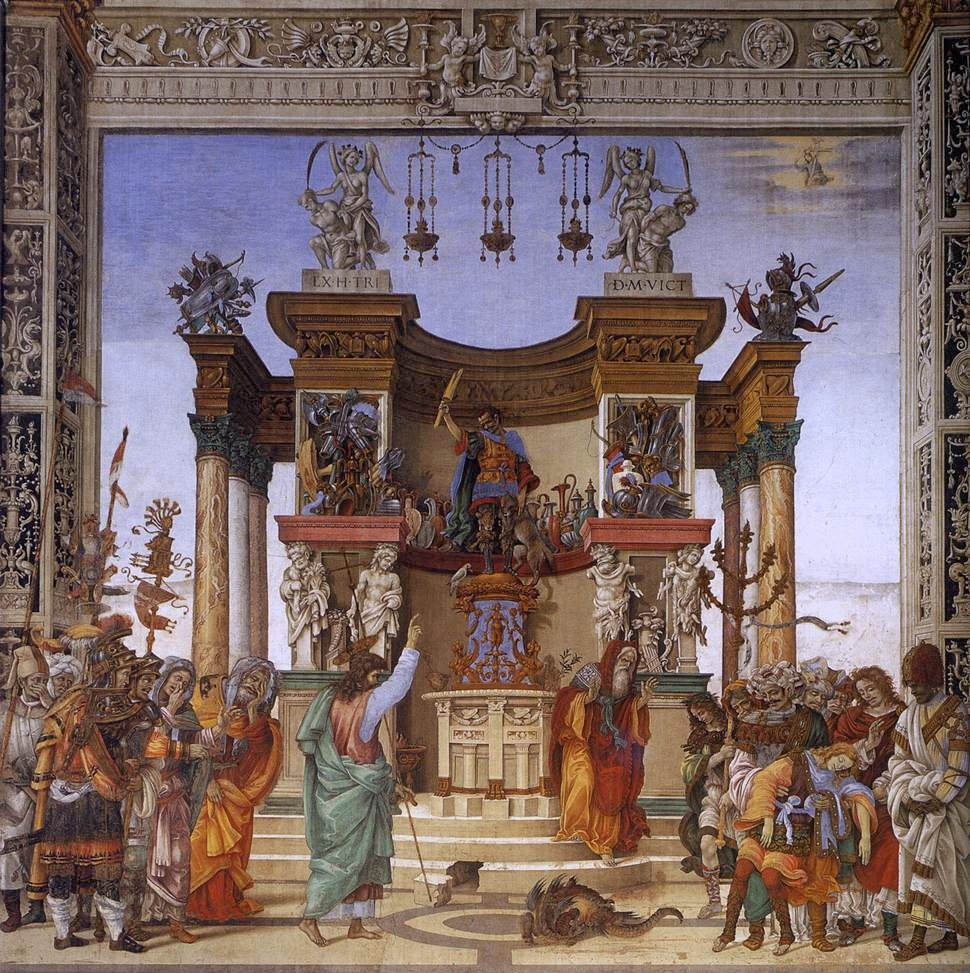
"San Filippo scaccia il dragone dal tempio di Hierapolis" (Cappella di Filippo Strozzi, Santa Maria Novella, Florenţa)
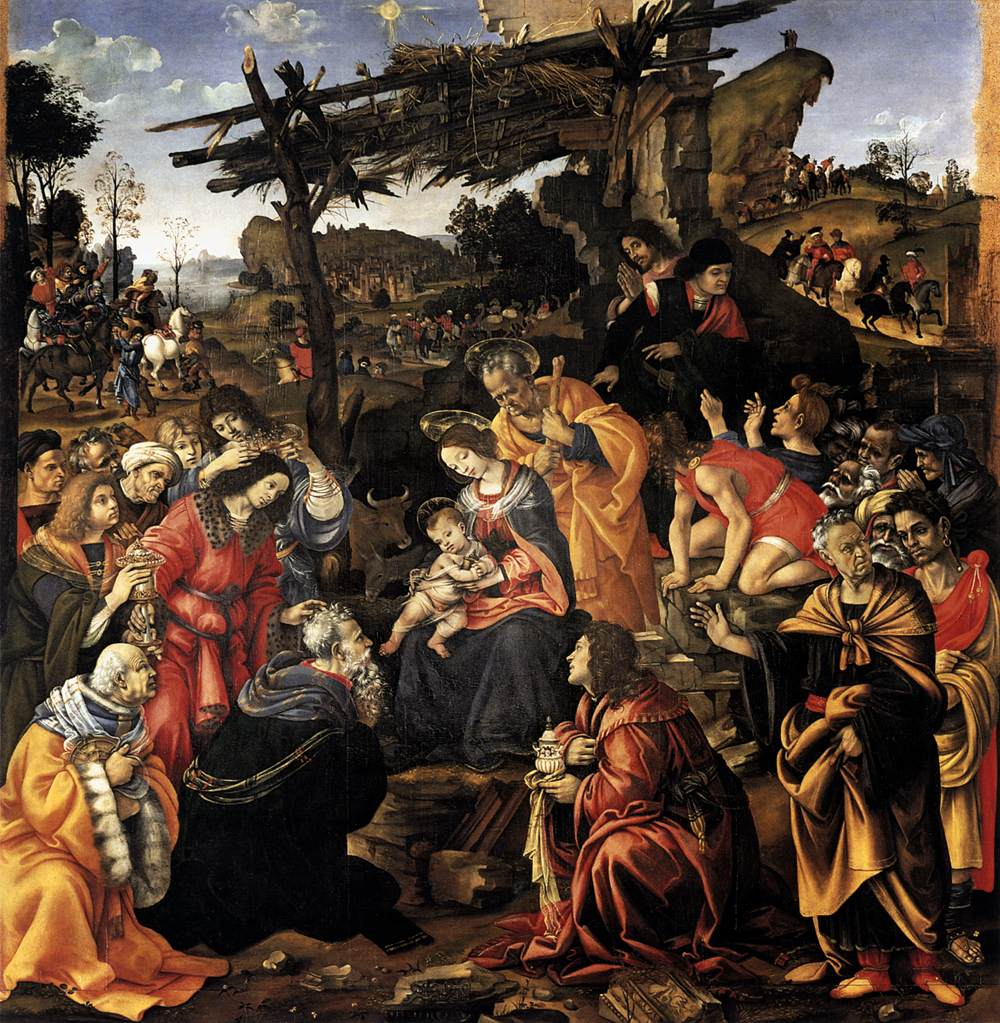
"Adorazione dei Magi" (Galeria Uffizi, Florenţa)